# Predestinació en l'islam
El qàdar (de l'àrab قدر, qadar, ‘destí’, ‘fat’, ‘predestinació’) és el concepte islàmic de «destí diví» o «predestinació». És un dels sis articles de fe d'aquesta religió i es menciona a l'Alcorà com a decret de Déu.

## Definició
En l'islam, el concepte de «predestinació» s'expressa com al-qaḍà wa-l-qàdar, la ‘voluntat divina’, expressió que literalment significa ‘la fatalitat i el destí’. El terme qàdar deriva d'una arrel lingüística que significa ‘poder’, ‘tenir capacitat (per a)’, ‘ésser capaç (de)’.

## Concepte
El qàdar és un dels articles de l'aqida, el dogma islàmic. Alguns musulmans creuen que el destí diví es va establir quan Déu va escriure a la «taula ben conservada» (al-lawh al-mahfudh) tot el que ha passat i tot el que passarà i que, per tant, tot succeirà tal com està escrit. Aquesta creença no implica una predestinació absoluta, en el sentit que els actes d'una persona no estan predeterminats per allò que està escrit a la «taula ben conservada» sinó que cal interpretar-ho en el sentit que Déu ja coneix tot el que succeirà sense un concepte temporal humà (passat-present-futur), ja que el temps no existeix per a Déu. En aquest sentit, les relacions causals també formen part del qàdar, ja que els actes humans afecten allò que està escrit a la «taula» on Déu hi ha mesurat la durada de la vida de cada persona i allò que podrà fer de bé o de mal, com a fruit dels seus actes; per tant, Déu no interfereix en el resultat final dels actes dels homes, dels quals només responen els homes que els han fet. En aquest sentit, l'Alcorà deixa clar que una persona va a l'infern perquè ell ha triat fer males accions o que va al cel per haver fet bones obres, i fins i tot, encara que Déu vulgui guiar els homes cap a la veritat, són ells mateixos els que poden escollir rebutjar o acceptar la fe.

## Història
Al llarg de la història de l'islam, dos corrents van dur als dos extrems oposats la visió islàmica del qàdar, i ambdós grups són considerats heterodoxos i fins i tot fora de l'islam per a la majoria d'estudiosos.
El corrent jabrita, la jabriyya, defèn un predeterminisme absolut: els éssers humans no tenen cap control sobre les seves accions i tot és dictat per Déu. Enfront seu, la visió qadarita, la qadariyya, sosté que són les persones les que tenen el control complet del seu destí, en la mesura que Déu ni tan sols sap sobre què optarem. La visió sunnita, majoritària, es troba enmig d'aquests dos punts de vista extrems, i creu que Déu té coneixement de tot el que s'esdevindrà, però que els éssers humans tenen llibertat d'elecció. Un dels primers defensors de la visió qadarita fou Màbad al-Juhaní, mentre que la visió que a la llarga esdevindria majoritària i ortodoxa en la tradició sunnita ja fou exposada per Abd-Al·lah ibn Úmar, un company del Profeta i important transmissor de hadits.

### La creença en el qàdar es basa en quatre principis
1. العلم, al-Ilm, el Coneixement: és a dir, Déu sap què farà amb la seva creació.
2. الكتابة, al-Kitaba, l'Escriptura: és a dir, Déu ha escrit tot allò que existeix, també el destí de totes les criatures a la «taula ben conservada», al-lawh al-mahfudh, abans crear-les.
3. المشيئة, al-Maixia, la Voluntat: és a dir, Déu sap el que passarà i el que no passarà; no passa res que ell no vulgui que passi.
4. الخلق, al-Khalq, la Creació: és a dir, Déu és el creador de totes les coses, incloent-hi les accions dels éssers vius; va crear tots els éssers i totes les seves accions.